# Jørgen Moe

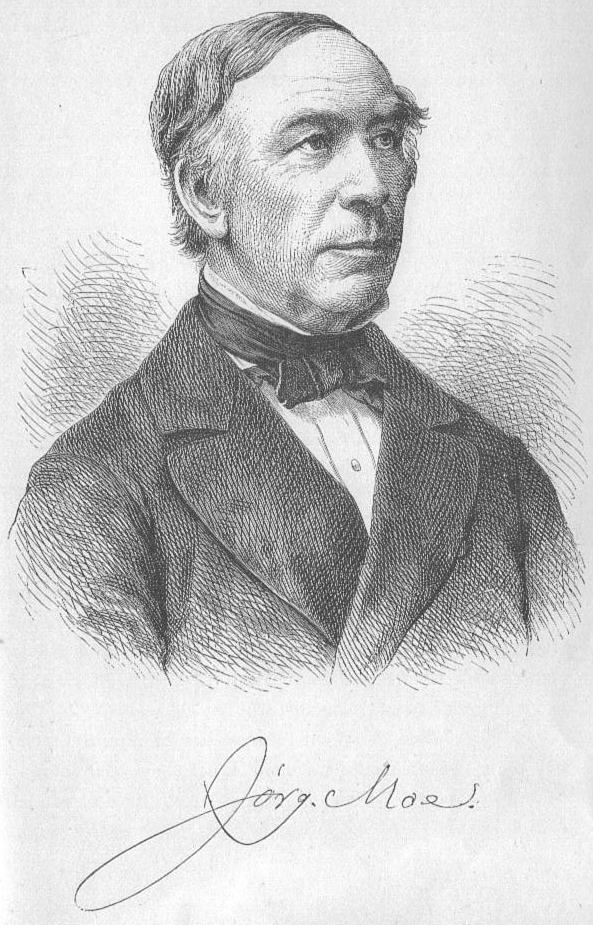
Jørgen Moe (Holzstich von Adolf Closs)

Jørgen Engebretsen Moe (* 22. April 1813 in Hole; † 27. März 1882 in Kristiansand) war ein norwegischer Schriftsteller und lutherischer Geistlicher. Bekannt ist er vor allem für die Volksmärchensammlung Norske Folkeeventyr, die er gemeinsam mit Peter Christen Asbjørnsen herausgab.

## Leben
Moe wurde auf einem Bauernhof in der Gemeinde Ringerike im heutigen Fylke Buskerud geboren. In seiner Schulzeit lernte er Asbjørnsen kennen, mit dem er ein Interesse für die norwegische Folklore teilte. Im ehemaligen Schulgebäude befindet sich heute das Heimatmuseum Ringerike, das sich unter anderem auch mit Moe und Asbjørnsen befasst. Nach seinem Abitur 1830 studierte Moe Theologie.
1840 veröffentlichte er eine Sammlung von Gesängen, Volksliedern und Versen. Ab 1841 unternahm er regelmäßige Reisen durch Südnorwegen, auf denen er Eindrücke sammelte. Die Folkeeventyr erschienen ab 1841 und wurden bis 1870 mehrfach überarbeitet und neu aufgelegt.
1845 wurde Moe Professor für Theologie an der Krigsskolen. Später entschied er sich für eine Laufbahn als Pfarrer und wurde 1853 Kaplan in Sigdal bei Kristiania. Dort erhielt er die Inspiration für seine bekanntesten Gedichte. 1863 zog er nach Drammen, wo er im Ortsteil Bragernes Pfarrer wurde. Ab 1870 war er Pfarrer in Vestre Aker, bis er 1875 zum Bischof des Bistums Agder mit Sitz in Kristiansand wurde. 1882 legte er sein Amt aus gesundheitlichen Gründen nieder, und starb wenig später.
Neben den Märchensammlungen veröffentlichte Moe auch religiöse Gedichte sowie das Kinderbuch I Brønden og i Kjærnet. 1881 wurde ihm das Kommandeurskreuz des Sankt-Olav-Ordens verliehen.
Sein Sohn Moltke setzte seine Arbeit im Bereich der Märchen fort und wurde Professor für Volkskunde an der Universität Oslo.

## Werke (Auswahl)
- Samling af Sange, Folkeviser og Stev i norske Almuedialekter (1840)
- Norske Folkeeventyr (ab 1841, mit Peter Christen Asbjørnsen) – dt. Norwegische Volksmärchen (1847)
- Digte (1849)
- I Brønden og i Kjærnet (1851) – dt. Im Brunnen und im See (1884)
- At haenge paa Juletraect (1855)
- En liden Julegave (1859)

## Übersetzung (Auswahl)
- Aase Birkenheier: Mit Espen Aschenbengel im Land der Trolle. 30 norwegische Volksmärchen von Peter Christen Asbjørnsen und Jørgen Moe. (Neuübersetzung ins Deutsche), Edition Hamouda, Leipzig 2013, ISBN 978-3-940075-71-0.

## Märchensammlung zusammen mit Peter Christen Asbjørnsen
| - Der reiche Peter Krämer (vgl. Der Teufel mit den drei goldenen Haaren) - Marienkind (vgl. Mond, Sonne und Sterne aus Die sieben Raben) - Der Meisterdieb - Das ehrliche Vierschilling - Dem fehlt nicht, in den alle Frauen verliebt sind - Das Meistermädel (vgl. Kupfer-Silber-Goldkessel-Motiv und magische Flucht aus Der Liebste Roland) - Vom Riesen, der sein Herz nicht bei sich hatte auch Vom Riesen, der kein Herz im Leibe hatte - Die drei Prinzessinnen im Weißland aus Die drei Prinzessinnen aus Witenland (vgl. Der Furchtlose von Božena Němcová) - Kari Holzrock auch Kari Trästak (vgl. Aschenputtel) - Östlich von der Sonne und westlich vom Mond (vgl. Die Schöne und das Tier) - Zottelhaube - Der große und der kleine Peter (vgl. Der große und der kleine Klaus) - Der Herr Peter (vgl. Der gestiefelte Kater) - Das blaue Band - Das Soria-Moria-Schloß auch Soria-Moria-Schloß - Von Aschenper, welcher die silbernen Enten, die Bettdecke und die goldene Harfe des Trollen stahl | - Der Vogel Dam - Die wortschlaue Prinzessin - Der Sohn der Witwe - Die drei Muhmen (vgl. Die drei Spinnerinnen) - Die Tochter des Mannes und die Tochter der Frau (vgl. Frau Holle) - Lillekort - Die Puppe im Grase - Das Kätzchen auf Dovre - Aase, das kleine Gänsemädchen (vgl. Jungfrau Maleen) - Die sieben Füllen - Die zwölf wilden Enten - Die drei Schwestern im Berge - Grimschecke - Haakon Bokenbart (vgl. König Drosselbart) - Peter und Paul und Esben Aschenbrödel - Die Mühle, die auf dem Meeresgrunde mahlt - Die Prinzessin auf dem gläsernen Berg |

## Verfilmungen
- Der Eisbärkönig bzw. KVITEBJÖRN KONG VALEMON Norwegen/Schweden/Deutschland 1991 nach dem Märchen Eisbärkönig Valemon[3] aus der Sammlung von Peter Christen Asbjørnsen und dem Märchen  Östlich der Sonne und westlich vom Mond[4] von Peter Christen Asbjørnsen und Jørgen Engebretsen Moe. Der Film war unter der Regie von Ola Solum mit Maria Bonnevie als Prinzessin

## Bilder
Wichtige Märchenbilder zu den norwegischen Sammlungen von Asbjørnsen beziehungsweise Asbjørnsen und Moe schufen Kay Nielsen, Theodor Kittelsen  und Gerhard Munthe.